# São Mateus da Calheta

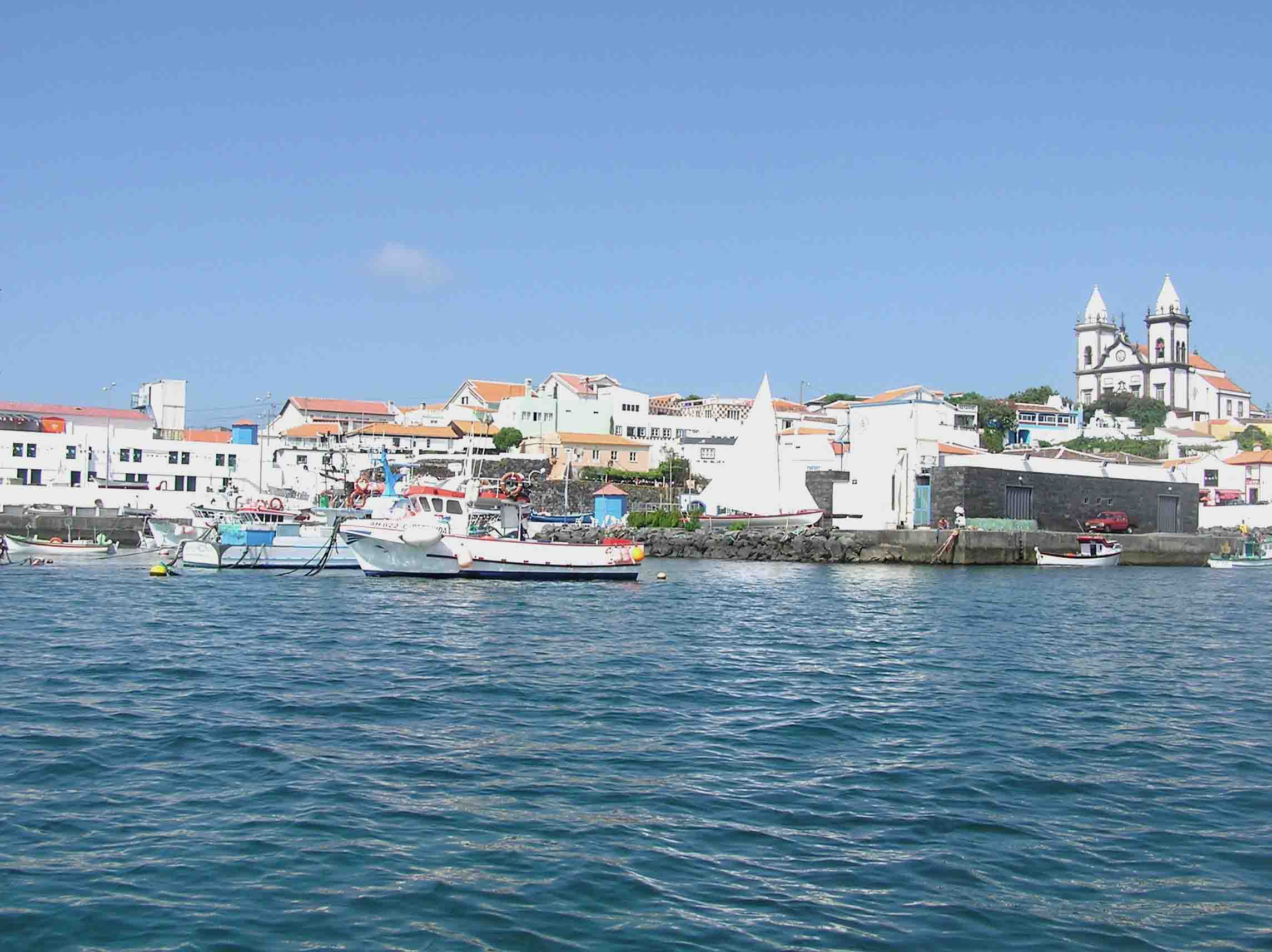
Porto de São Mateus da Calheta, ilha Terceira

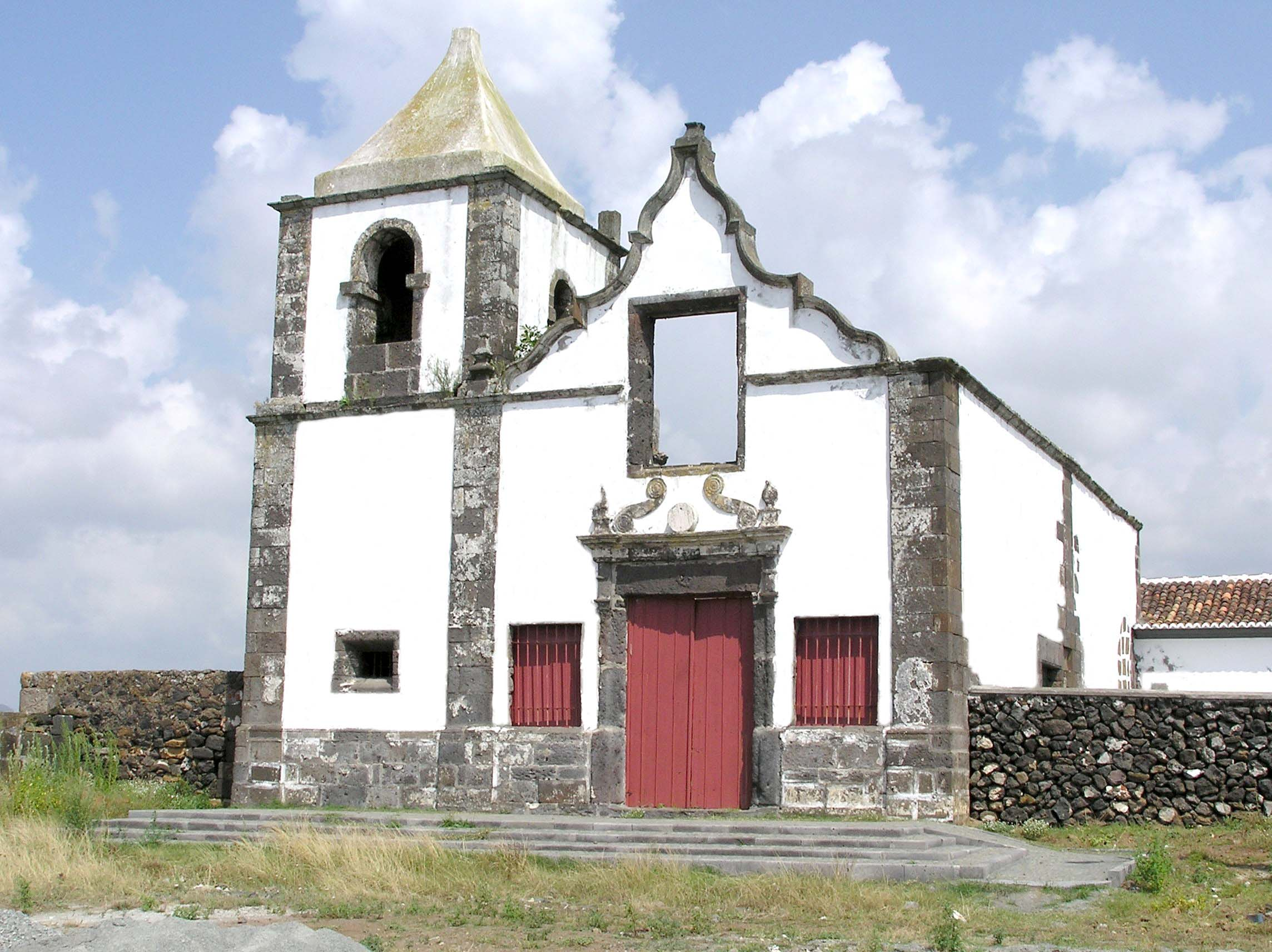
Igreja Velha de São Mateus da Calheta

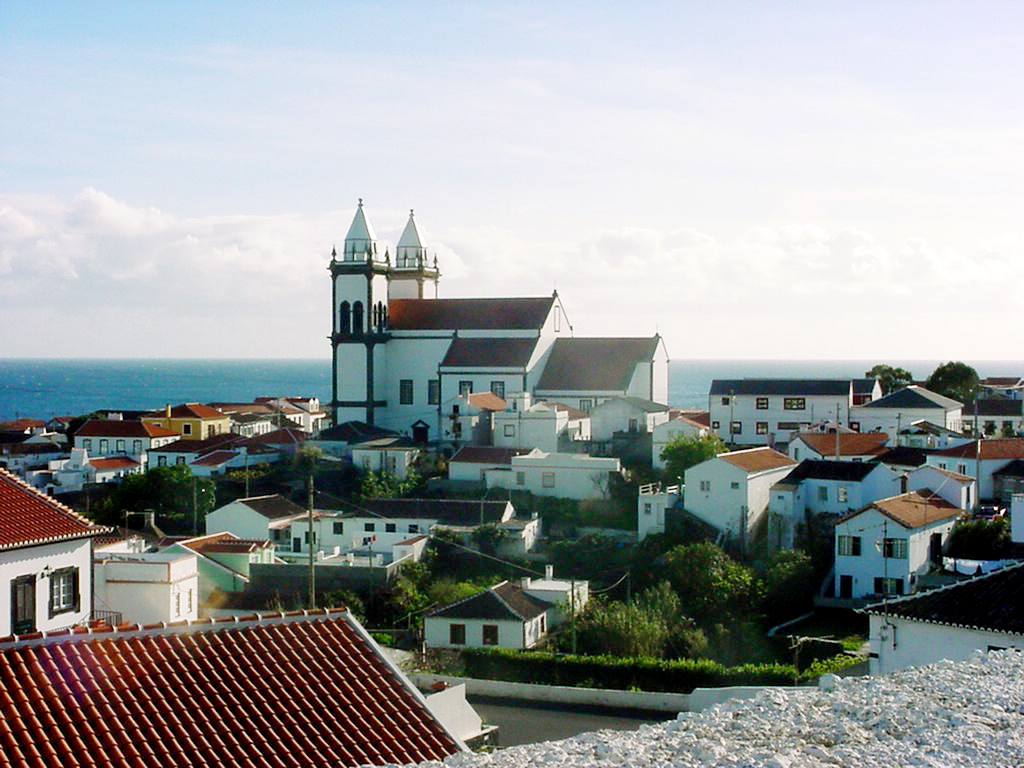
São Mateus da Calheta, casario

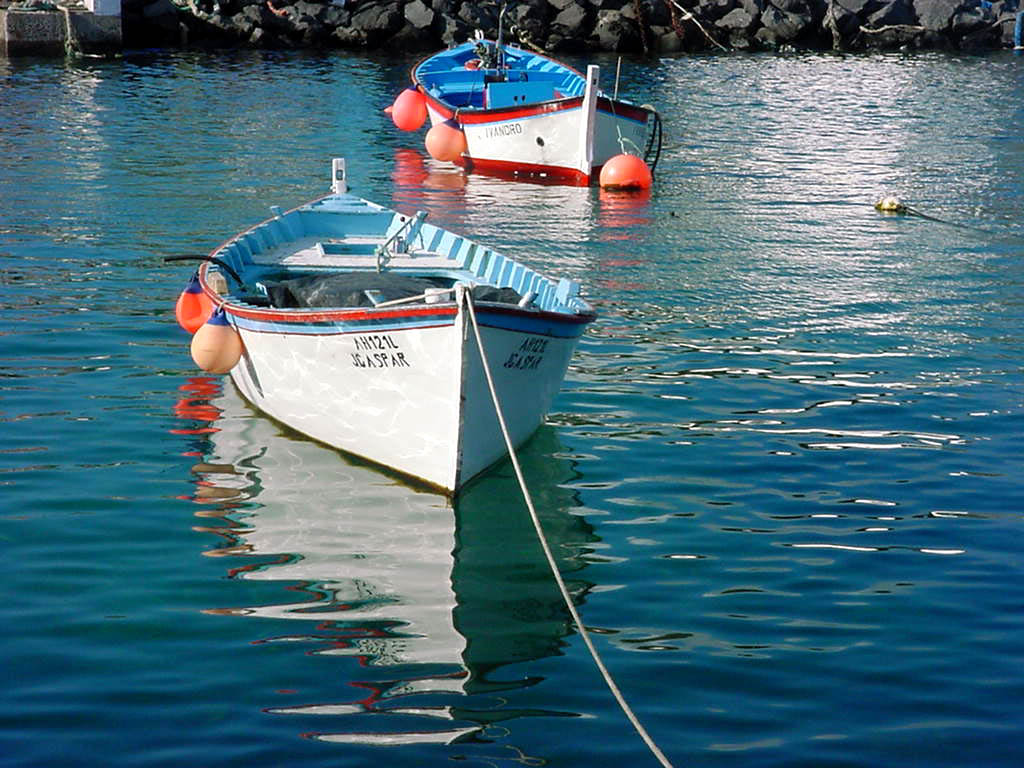
Porto de São Mateus da Calheta

São Mateus da Calheta é uma freguesia do município de Angra do Heroísmo, com 6,29 km² de área e 3777 habitantes (censo de 2021). A sua densidade populacional é 600,5 hab./km².
Localiza-se na periferia da cidade de Angra do Heroísmo, a cerca de 4 km a oeste do centro urbano.
O seu porto de pesca é o mais importante da costa sul da ilha Terceira e um dos principais pontos de descarga e primeira venda de pescado dos Açores.
O nome da freguesia reflete a existência de uma calheta, a única facilmente praticável pela navegação costeira existente na costa sul e sudoeste da ilha, em torno da qual cresceu o povoado e onde está instalado o respetivo porto.

## Descrição
A freguesia de São Mateus da Calheta ocupa um pequeno território triangular sito na costa sul da ilha Terceira, confinando a sul com o mar, a oeste com a freguesia de São Bartolomeu dos Regatos, a nordeste com a Terra Chã e a leste com São Pedro.
O território da freguesia de São Mateus estende-se pela zona de transição entre o maciço da Serra de Santa Bárbara e o complexo vulcânico da Serra do Morião, ocupando um terreno baixo e relativamente aplainado que com um declive moderado (<5%) sobe da costa até aos 170 m de altitude em direção ao nor-noroeste. Ocupando a zona central do território está o cone vulcânico do Pico dos Merens, um cone de bagacina basáltica com 104 m de altura máxima, esventrado na sua encosta sudoeste, deixando uma estrutura em ferradura por cuja abertura saiu uma poderosa escoada de lavas basálticas que, ao penetrar no mar, deu origem à plataforma do Biscoitinho.
A plataforma do Biscoitinho, sobre a qual se situa a zona central do povoado, termina num pequeno promontório quase retangular, que se prolonga para o mar cerca de 300 m para além da costa circundante. A presença desta estrutura dá origem a duas calhetas: uma a leste da plataforma, relativamente profunda e abrigada da ondulação dominante do oeste e sudoeste, onde está instalado o porto de São Mateus; outra, a oeste, mais aberta ao mar e desabrigada, que termina no Terreiro.
No fundo da calheta onde está instalado o porto existiu em tempos uma pequena praia de calhau rolado e areia, a qual levou a que o local se chamasse Prainha, topónimo que ainda se mantém apesar da praia ter desaparecido. Daquele topónimo resultou o nome de São Mateus da Prainha que por vezes aparece aplicado à freguesia.
Para leste e oeste da plataforma do Biscoitinho, a costa mantém-se sempre muito baixa, com altitudes em geral inferiores aos 10 m acima do nível médio do mar, sendo o talude constituído por afloramentos de basalto em geral com pouco recobrimento piroclástico. A exceção é a zona da Ponta de São Mateus, nas imediações da Igreja Velha, onde a costa está recoberta por uma camada de ignimbrito rosado relativamente espessa.
A leste do porto, existem dois troços (Baía das Mercês e Poço da Luz) onde quase não existe falésia costeira, ali substituída por praia de calhau rolado, delimitada do terreno circundante apenas pelo muro de proteção da estrada. Neste locais existem relatos de repetidos galgamentos do mar, particularmente com vento tempestuoso de sul.
Para oeste, depois da Calheta do Terreiro, a costa inflete para o mar, mantendo-se sempre baixa (menos de 10 m de altura) e formando a ponta de São Mateus, sobre a qual se encontra a antiga igreja da freguesia. A linha de costa está nesta zona sujeita a forte abrasão marinha, o que levou à construção de muralhas de proteção costeira, na sua maior parte já danificadas pelo mar. Este troço termina numa pequena calheta, o Negrito, defendida por uma fortaleza (o Forte do Negrito), onde funcionou um pequeno porto de baleação, e esteve instalada uma estação baleeira com os respetivos traióis, e hoje se situa uma das principais zonas balneares da ilha.
A partir do Negrito para oeste, e até ao extremo da freguesia na zona da Chanoca, a costa sobe acentuadamente formando uma falésia basáltica contínua e de difícil acesso.

### Estrutura urbana
A estrutura do povoamento na freguesia de São Mateus da Calheta difere marcadamente das restantes povoações do sudoeste da Terceira, fazendo jus à especificidade da sua economia, com uma importante parte da sua população ocupada na pesca e no setor dos serviços, e ao seu papel de periferia urbana da cidade de Angra do Heroísmo. Assim, enquanto a parte mais alta da freguesia, de carácter ainda marcadamente rural, apresenta o povoamento linear típico das freguesias rurais terceirenses, a zona central da freguesia, junto ao litoral, tem um carácter marcadamente urbano, com uma densa malha urbana estruturada em torno da igreja paroquial, nela se incluindo os bairros piscatórios. A ligação entre núcleos faz-se por canadas ao longo das quais o povoado se desenvolve linearmente, numa crescente densificação da malha urbana, fenómeno que se acentuou nas últimas décadas. Assim, apesar de São Mateus ser atravessado por dois eixos viários e ter, entre ruas, canadas e becos, cerca de 50 arruamentos, a freguesia pode considerar-se como organizada nos seguintes núcleos:
- São Mateus — o núcleo central da freguesia, centrado no Biscoitinho e no porto, de povoamento denso estruturado em torno de numerosas pequenas ruas e becos, caracterizado pelas casas de pescadores, sem reduto, construídas em banda ininterrupta. Era a parte mais pobre da freguesia, povoada quase em exclusivo por gentes do mar, com uma estrutura urbana e social marcadamente diferente das localidades circundantes. Em direção ao oeste este núcleo terminava abruptamente no Terreiro, limitado pela zona do Arrife quase despovoada, resultado da estrutura fundiária pois a propriedade naquela zona estava concentrada nas famílias da aristocracia angrense. Para leste, em direção à cidade de Angra, o núcleo estendia-se junto ao mar para além do Forte Grande, ganhando pujança com a construção na década de 1960 do Bairro dos Pescadores, uma iniciativa do regime do Estado Novo que alterou profundamente a malha urbana da freguesia. A recente construção de bairros sociais no Terreiro, na periferia do Bairro dos Pescadores e no início da Canada da Arruda veio densificar este núcleo urbano, dando à parte central da freguesia um carácter de prolongamento residencial da cidade de Angra. No extremo leste da freguesia, na zona entre o Poço da Luz e o limite da freguesia de São Pedro, erguem-se imponentes quintas assolaradas dos séculos XVIII e XIX, em tempos pertença das mais importantes famílias da aristocracia da ilha Terceira.
- Cantinho — constitui o núcleo secundário da freguesia, de carácter essencialmente linear e construído ao longo da estrada que liga Angra a São Bartolomeu dos Regatos (o Caminho do Meio), tem o seu centro em torno da Ermida de São Francisco das Almas, nome que durante muito tempo serviu de topónimo ao lugar, mas englobando Entre-Ladeiras, Terra do Pão e Canada da Francesa. Era uma zona de carácter marcadamente rural, habitada por lavradores, muito semelhante às freguesias do oeste da ilha e com vida social separada do resto da freguesia, com escola primária, império e igreja próprios. Nas últimas décadas o povoamento do lugar densificou-se, transformando-o numa zona residencial da periferia angrense, aspeto que foi acelerado pela recente instalação na zona de uma grande superfície comercial.
- As canadas — ligando a estrada litoral (o Caminho de Baixo) à estrada Angra-São Bartolomeu dos Regatos (o Caminho do Meio) cedo surgiram arruamentos secundários, as canadas da Luz, da Arruda, do Capitão-Mor e da Cruz Dourada, ao longo das quais o povoamento se foi estendendo linearmente, seguindo o padrão típico das zonas rurais terceirenses. Eram espaços de transição, pouco povoados, com uma gradual transição entre o litoral piscatório e o interior agrícola. Hoje as canadas transformaram-se em vias ao longo das quais se dá o principal crescimento urbano, com modernas vivendas funcionando como dormitório de Angra.

## Demografia
A população registada nos censos foi:
| Distribuição da População por Grupos Etários | Distribuição da População por Grupos Etários | Distribuição da População por Grupos Etários | Distribuição da População por Grupos Etários | Distribuição da População por Grupos Etários |
| -------------------------------------------- | -------------------------------------------- | -------------------------------------------- | -------------------------------------------- | -------------------------------------------- |
| Ano                                          | 0-14 Anos                                    | 15-24 Anos                                   | 25-64 Anos                                   | > 65 Anos                                    |
| 2001                                         | 833                                          | 546                                          | 1658                                         | 306                                          |
| 2011                                         | 785                                          | 538                                          | 2085                                         | 349                                          |
| 2021                                         | 599                                          | 503                                          | 2202                                         | 473                                          |

A evolução demográfica da freguesia de São Mateus da Calheta, como foi norma na generalidade dos povoados da ilha Terceira, foi marcada pela emigração, primeiro para o Brasil, depois para os Estados Unidos e finalmente para o Canadá, e pelas consequências do terramoto de 1 de Janeiro de 1980, que causou grandes danos na localidade e desencadeou a concentração da população nos bairros de realojamento então criados na Terra Chã e na periferia de Angra do Heroísmo.
Ao longo do século XX, a população da freguesia, e da ilha, foi controlada pelas políticas de imigração dos Estados Unidos: a entrada em vigor do Johnson-Reed Act, fixando quotas que excluíam quase totalmente os cidadãos portugueses, restrição que se prolongou até depois da Segunda Guerra Mundial, induziu um forte crescimento da população, que se prolongou até meados da década de 1960; depois, graças à facilitação da emigração açoriana para os Estados Unidos em consequência do Kennedy-Pastore Act, a população deixou de crescer e apresentou nas décadas imediatas um ligeiro declínio. Essa perda demográfica foi acentuada pelas consequências do sismo de 1980, que ao danificar parte importante do parque habitacional da freguesia forçou boa parte da população, especialmente os mais pobres, a fixar-se nos bairros de realojamento construídos nas localidades vizinhas. A partir de 1990 a atratividade da freguesia aumentou, especialmente pela disponibilidade de terrenos urbanizáveis e proximidade em relação a Angra, o que permitiu um marcado crescimento demográfico. A última década assistiu a uma aceleração desse crescimento, tendo a freguesia já superado a sua população máxima histórica, situação que a distingue da generalidade das povoações terceirenses.

## Economia
A freguesia de São Mateus da Calheta insere-se na periferia da cidade de Angra do Heroísmo, sendo hoje maioritariamente ocupada por famílias que naquela cidade exercem a sua atividade no setor dos serviços. Apesar de reter vida própria e não poder em sentido estrito ser considerada uma povoação dormitório, até porque a pequena dimensão da cidade o não permite, a localidade assumiu ao longo das últimas décadas um carácter suburbano que torna a sua sócio-economia distinta no contexto do sudoeste da ilha. Apesar das profissões tradicionais desta freguesia continuarem a ser a pesca e agro-pecuária, hoje a vasta maioria dos habitantes trabalha no setor terciário.
Apesar dessa migração para o setor dos serviços, a freguesia de São Mateus tem no seu território a mais importante comunidade piscatória da ilha, e a segunda mais importante (depois de Rabo de Peixe) dos Açores, quer em número de trabalhadores e de embarcações, quer em volume e valor do pescado descarregado no seu porto. A lota de São Mateus, integrada na rede operada pela Lotaçor S. A., assume um papel de grande importância no contexto da economia pesqueira, concentrando o pescado de todos os portos da costa sul e oeste da Terceira e atraindo alguns pescadores das ilhas vizinhas. O peixe comercializado diariamente naquela lota, que usa um sistema de leilão eletrónico, para além de abastecer o mercado local é exportado para vários países europeus.
As dificuldades económicas do passado levaram a que parte importante da população desta freguesia emigrasse durante o século XVIII, para o Brasil, e no século XIX, para os Estados Unidos, e já no século XX para o Canadá. Esses emigrantes foram durante a última metade do século XX uma importante fonte de remessas financeiras que ajudaram a minorar as enormes dificuldades económicas que a localidade atravessou. Com a melhoria da situação sócio-económica em São Mateus, e fim da emigração há umas décadas atrás, esses fluxos quase cessaram. Hoje São Mateus vive essencialmente dos serviços, tendo atingido uma situação social e económica que coloca a localidade entre as mais prósperas da ilha.

## História
A geologia da região onde se situa a freguesia de São Mateus, associada à sua baixa altitude e pouco relevo, cria condições para a rápida infiltração das águas, não permitindo a existência de nascentes ou de cursos de água perenes. Assim, a colonização da freguesia, à semelhança do que aconteceu nas zonas vizinhas do sudoeste da Terceira, foi lenta e, no caso de São Mateus, dependente da abertura de poços de maré que permitissem o abastecimento de água. Assim, são escassas as menções à localidade durante a primeira centúria de colonização da ilha. O primeiro núcleo de povoadores fixou-se nas imediações do Poço da Luz, ao tempo uma zona baixa e alagadiça (onde hoje está o campo de jogos) separada do mar por um cordão de calhau rolado. Aí foi fácil construir um poço de maré, permitindo o indispensável abastecimento de água doce à nascente comunidade.
A comunidade era muito pequena e não tinha especial importância. No tombo de Pero Anes do Canto, que possuía terras naquela zona da ilha, e que cobre o período que vai de 1482 a 1515, o local é referido por Pombal e como fazendo parte da Terra Chã da Silveira. Uma referência mais específica aparece numa escritura datada de 2 de Outubro de 1534 pela qual Pedro Cota da Malha compra terras no lugar da Prainha, sendo que estas estavam sitas nas imediações do atual porto de São Mateus. O topónimo Prainha, hoje quase desaparecido, manteve-se até ao século XIX, dando origem a São Mateus da Prainha, uma variante do nome da freguesia presente em múltiplas referências.
Num processo semelhante ao que aconteceu no território que é hoje a vizinha freguesia de São Bartolomeu dos Regatos, o núcleo inicial de povoadores terá dependido do núcleo de Angra, sendo inicialmente integrado na respetiva paróquia. Embora alguns autores apontem para uma ligação política e religiosa à paróquia de Santa Bárbara das Nove Ribeiras, colocando a hipótese de ter sido curato daquela freguesia, tal não está documentado e contradiz os limites apontados para a primitiva paróquia de Santa Bárbara das Nove Ribeiras, que teria como extremo sueste a Cruz das Cinco.
O núcleo religioso da comunidade fixou-se inicialmente na Ermida de Nossa Senhora da Luz, sita próximo do Poço da Luz, então uma pequena ermida, desaparecida durante o século XVIII, mas substituída pela atual, construída no mesmo logradouro. Com o densificar do povoamento, ainda assim a localidade não contaria mais de 30 a 40 vizinhos (chefes de família), por meados da década de 1550 surge a ideia de criar uma paróquia própria, sendo iniciada a construção de uma igreja tendo como orago o apóstolo São Mateus. A primeira menção ao templo conhecida data de 6 de Fevereiro de 1557 e consta do testamento de Pedro Cota da Malha, então residente na Quinta da Prainha (nas imediações do atual porto) que inclui a seguinte cláusula: Mandamos e queremos que o que vivo ficar de cada um de nós mande acabar à custa de nossas terças o corpo da igreja do apóstolo S. Mateus da Calheta. Estando em 1557 a igreja em construção, e embora não se conheça o documento de elevação, por volta de 1560 o povoado passou a ser a paróquia de São Mateus, a qual, segundo tese do tenente-coronel José Agostinho, estaria apenas compreendida entre as canadas da Cruz Dourada e do capitão-mor, com a igreja ao centro. Num documento de 1568 já é feita menção à paróquia de São Mateus da Prainha. Os primeiros registos paroquiais conhecidos datam de 1641.
O crescimento da importância da freguesia foi lento, já que são esparsas e pouco significativas as referências ao longo da centúria seguinte. Em 1611, uma relação dos acontecimentos ocorridos na ilha aquando do Desembarque da Baía das Mós e da subsequente ocupação espanhola da ilha limita-se a dizer Mais adiante, vindo já para a cidade, há outra freguesia do apóstolo S. Bartolomeu. Abaixo, mais perto da cidade, está outra do apóstolo S. Mateus, ao longo do mar. Igual parcimónia usa frei Diogo das Chagas, que escrevendo na primeira metade da década de 1640 apenas diz: … junto ao mar, em umas terras de boas lavranças, ainda que não muito largas a respeito dos biscoitos que as cercam, fica a freguesia e paróquia do glorioso apóstolo S. Mateus, que pode estar por esta costa do mar distante dos biscoitos de vinha um tiro de mosquete, e daí para avante até entrar na cidade tudo são vinhas, por entre as quais estão algumas boas quintas e boas e autorizadas ermidas.
As descrições apontam assim para uma pequena comunidade, essencialmente ligada às vinhas, cultura que aproveitando a baixa altitude e a secura inicialmente ocupou todo o território entre a Silveira e São Bartolomeu. A presença de grandes quintas, a maioria grandes propriedades rurais com casa de veraneio, propriedade da melhor aristocracia angrense, leva a concluir que a propriedade estava pouco dividida, sendo os habitantes maioritariamente caseiros e trabalhadores agrícolas laborando nas propriedades das mais ricas famílias angrenses. Não aparece menção à pesca, talvez por esta ainda não ter uma importância económica relevante. Escrevendo por volta de 1695, mais de dois séculos após o início do povoamento da zona e mais de 130 anos após a criação da paróquia, frei Agostinho de Monte Alverne diz: A sétima [paróquia] é S. Mateus, na Calheta, que tem vigário, cura e tesoureiro, com 100 fogos e 250 pessoas de confissão, com uma ermida de Nossa Senhora da Luz. Tal corresponderia a pouco mais de 500 habitantes, o que demonstra a lentidão do crescimento populacional na zona.
A costa baixa, propiciando amplo lugar para desembarques hostis nas proximidades da cidade levam a que Ciprião de Figueiredo dedique especial atenção à fortificação costeira ao longo do litoral de S. Mateus. Na década de 1580, em antecipação do ataque dos partidários de Filipe II de Espanha, são construídos os primeiros fortes, os quais foram sendo progressivamente aperfeiçoados nas décadas seguintes e dotados de guarnições permanentes de artilheiros, com as respetivas armas. Ao todo, a freguesia possuiu 6 fortes ao longo do seu litoral, destacando-se de entre eles o Forte Grande e o Forte do Negrito, e outros restos das antigas fortificações erguidas em toda a ilha para defesa conta a invasão espanhola no século XVI, nos acontecimentos da Guerra da Restauração e também pela necessidade que era a continua luta contra os piratas e corsários, como é o caso dos fortes do Forte do Terreiro, da Forte da Maré, do Forte da Má Ferramenta, do Forte de São João ou do Biscoitinho. Os últimos acrescentos nas fortificações foram feitos durante a Segunda Guerra Mundial, com a construção de pequenas trincheiras e a instalação de ninhos de metralhadoras nalguns deles.
O padre Manuel Luís Maldonado, que tinha ligações pessoais à freguesia, descreve na sua Fenix Angrense os atos de penitência feitos na paróquia em Abril de 1690 na sequência do temporal de 26 de Março e do sismo de 5 de Abril daquele ano. Por aquele descrição percebe-se a ligação forte com a vizinha freguesia de São Bartolomeu dos Regatos e a existência da paroquial já no local da Igreja Velha, na Ponta de S. Mateus. A partir dos inícios do século XVIII o carácter da freguesia parece mudar: a população cresce e por consequência já não há é possível manter o emprego nas vinhas e pomares da aristocracia terratenente que possuía a quase totalidade das terras. Surgem as primeiras referências à pesca e simultaneamente à pobreza. O padre António Cordeiro, escrevendo na década de 1710, menciona as grandes quintas, as fortalezas, algumas com mais de 9 peças de artilharia, com as respetivas guarnições entregues ao comando de um capitão, e a existência do lugar de S. Mateus, "de mais de cinquenta vizinhos, posto que espalhados". Aquele autor também diz que pouca adiante de S. Mateus "está uma baía de areia branca e calhau miúdo, onde se toma muito peixe, e salmonetes".
A primitiva igreja paroquial de S. Mateus, construída na Ponta de S. Mateus por volta de 1557 para substituir a Ermida da Luz como centro de culto era já por este tempo muito pequena e estava demasiado próxima do mar, já que o recuo da linha de costa a colocava quase sobre a falésia. Entre 1694 e 1700 a igreja foi demolida e reconstruída mais para o interior, ficando uma cruz no adro da nova igreja a assinalar o lugar da antiga capela-mor. Durante as obras, o culto volta para a Ermida da Luz, onde durante esses anos aão feitos os baptizados e os enterramentos. A nova igreja (hoje conhecida pela Igreja Velha) ficou pronta em 1700, tendo servido até ser destelhada pelo ciclone de 28 de Agosto de 1893 e subsequentemente abandonada.
Durante o século XVIII e a primeira metade do século XIX o crescimento populacional é muito rápido e são construídas as primeiras obras de defesa costeira junto ao Terreiro e o varadouro primitivo do porto. Escrevendo em 1834, Luís de Meireles do Canto e Castro, residente na freguesia e em cujo cemitério está sepulto, já se queixa do mau estado dos muros da costa e das estradas, resultado das repetidas investidas do mar.
Jerónimo Emiliano de Andrade, escrevendo na primeira metade da década de 1840, descreve a freguesia, enfatizando a riqueza das suas quintas e em particular dos seus pomares de laranja, ao tempo o principal produto de exportação das ilhas. Na altura o lugar era de veraneio, com grande número de visitantes nos dias de festa, com peregrinações à igreja de São Mateus, sendo muito festejado o dia de Santo António, festejos a que vinham povos de toda a ilha. O problema mais referido é a falta de águas nativas, sendo necessário recorrer a poços de maré, na maioria salobros, e a cisternas.
Na década de 1880 a freguesia tinha dificuldades em recrutar número suficiente de cidadãos que cumprissem os requisitos de elegibilidade para os cargos da junta de paróquia fixados pelo Código Administrativo então vigente. Em consequência, por decreto de 22 de junho de 1881 a freguesia foi anexada para efeitos administrativos à de São Pedro de Angra, situação que terminou por decreto de 24 de novembro de 1882 (publicado no Diário do Governo, n.º 275, de 4 de dezembro daquele ano), assinado pelo Ministro do Reino, o poeta Tomás Ribeiro.
A primeira descrição do porto e da sua atividade surge em 1890, pela pena de João Alberto de Faria e Silva, que diz naquele época existirem na freguesia cerca de 700 pessoas dependentes da pesca, já que no seu dizer "É S. Mateus a única povoação exclusivamente de pescadores dos Açores centrais e ocidentais". O porto era "desabrigado" para os ventos do sul, mas "tem bom varadouro, ainda que estreito, da parte de oeste do porto, e onde varam todas as embarcações de pesca. As canoas baleeiras varam na areia do fundo do porto".. O pescado descarregado valeria cerca de 12:000$000 réis, sendo exportados cerca de 6:000$000 réis de peixe seco. A salga era uma indústria com peso e estava ativa uma parceria de baleação, com lucros no ano de 1889 de 249$381 réis. No porto varavam então 36 embarcações. A baleação era feita por conta da Parceria Mercantil Perseverança, criada a 2 de Julho de 1885 e que viria por alvará de 24 de Novembro de 1941 a dar origem à empresa Armação Baleeira Terceirense, a qual manteve atividade no Negrito e no Porto dos Biscoitos até à década de 1970, embora a partir de 1951, por um ciclone ter destruído as instalações do Negrito, as baleias fossem rebocadas para a ilha do Pico para serem laboradas. A caça à baleia a partir do porto de S. Mateus terminou em 1973.
Numa atualização da obra de Jerónimo Emiliano de Andrade, da autoria do padre José Alves da Silva, datada de 1891, é feita uma descrição da freguesia e das suas necessidades, sendo de destacar a necessidade de uma nova igreja, pois a então existente além de pequena estava distante do centro do povoado, então já no Biscoitinho e na zona da Prainha, em torno do porto. Logo a seguir, a 28 de Agosto de 1893, a necessidade da nova igreja agudiza-se: a passagem de um furacão de grande intensidade (provavelmente 2-3 na escala de furacões de Saffir-Simpson), que ficou conhecido pelo Furacão de 1893, destrói a igreja e muitas casas. Inicia-se então um processo de reconstrução que levará a freguesia à sua atual configuração, com uma nova igreja junto ao Biscoitinho e à Prainha e a construção da estrada dos Arrifes, ligando em linha reta o Terreiro ao Negrito, com o consequente abandono da antiga estrada litoral de acesso à velha paroquial.
O furacão de 1893 causou devastação generalizadas nas ilhas do Grupo Central, com destaque para as costas voltadas a sul e sudoeste. Em São Mateus a destruição foi imensa: arrancou o teto à igreja, destruiu totalmente 16 casas e danificou gravemente algumas dezenas, tendo matado pelo menos uma pessoa, arrastada pelo mar junto ao Império do Terreiro. Ficaram gravemente danificadas as estradas do litoral e totalmente destruído o porto.
Tendo ficado intransitável a estrada entre o Terreiro e a Igreja da Ponta de S. Mateus, foi melhorado o acesso à Canada dos Arrifes, nascendo o troço reto de estrada entre o Terreiro e o Negrito. A freguesia ganha assim a sua atual configuração urbana. O Caminho Velho, o troço da antiga Estrada Real que percorria a costa sudoeste da ilha, foi sendo progressivamente abandonado, servindo de lugar de depósito de entulhos. Após obras de proteção costeira, travando a erosão marinha da arriba e recuperação da muralha marginal, realizadas em 2009, recuperando, mais de cem anos após a sua destruição em 1893, os muros de proteção contra o mar ali existentes, a zona tem agora um passeio pedonal ligando o Terreiro ao Negrito.
A primeira pedra da nova igreja paroquial foi solenemente lançada a 21 de Setembro de 1895 num terreno doado por uma benfeitora, sito no coração do povoado, longe do mar e com fácil acesso a partir de toda a freguesia. O projeto é da autoria de António Baía Paixão, funcionário das Obras Públicas de Angra, realizado com a ajuda do padre Manuel Maria da Costa. A obra era gigantesca, já que com 820 m² de área coberta, é o maior templo rural da Terceira e um dos maiores dos Açores. Tão grande era a obra que não faltaram críticas à aparente megalomania dos seus promotores, críticas que se prolongaram por todo o período da construção e mesmo depois. No periódico O Tempo, de Angra do Heroísmo, um artigo assinado por Gil Vaz louva a beleza da freguesia, mas diz que "A desmanchar a beleza da paisagem, um monstro de pedra ergue-se, colossal e preguiçoso, de entre a brancura de uma aldeia que se debruça no azul de uma calheta. É a nova igreja de S. Mateus. Aquele templo disforme e arrogante dá-me a impressão de um insulto às pequenas casinhas que o circundam, às classes trabalhadoras que as habitam". A mesma opinião é manifestada por Raul Brandão que na sua obra Ilhas Desconhecidas estranha o contraste entre a opulência da igreja e a pobreza da comunidade.
A igreja apenas ficou concluída em 1911, depois de um acidente de trabalho ter custado a vida ao mestre que dirigia as obras. Apesar de um subsídio de 1:000$000 réis concedido pelo Governo, foram precisos muitos peditórios para reunir os fundos necessários. A mudança para o novo templo foi feita no Domingo do Bodo (Domingo de Pentecostes), 4 de Junho de 1911. A bênção solene foi feita pelo cónego António Maria Ferreira, protonotário apostólico ad instar, ao tempo vigário capitular sede vacante, já que o mau estado das relações entre o jovem regime republicano português e a Santa Sé não permitia a nomeação de bispos. O custo da obra fora de 46:295$277 réis insulanos, estando quase toda paga. Os sinos só foram adquiridos em 1922, ano que a obra ficou verdadeiramente concluída.
Ao longo do século XX os melhoramentos foram chegando, mas com a comunidade a defrontar-se com enorme pobreza, com situações de fome generalizada que se repetiam todos os Invernos, quando o mar impedia a pesca. Em 1929 algumas casas puderam ter eletricidade, mas as canadas apenas a tiveram na década de 1960. Em 1957 foi colocado um farolim no porto. Em 1960 chega a rede de distribuição domiciliária de água (a água de pressão) a alguns lugares da zona central da freguesia, mas a rede só seria completada em 1981 ao abrigo de um programa de cooperação luso-americano financiado pela Agency for International Development (AID).
Em 1843 aparecem as primeiras escolas da freguesia, a funcionar em casas particulares, situação que se manteria, com hiatos vários causados pela falta de professores e de dinheiro para os contratar, até 8 de Maio de 1961, data em que foi inaugurada a escola primária da Rua da Igreja Nova. A escola do Cantinho fora inaugurada a 28 de Maio de 1960, numa cerimónia comemorativa da Revolução Nacional. Ambos os edifícios integraram o Plano dos Centenários, sendo co-financiados pela Junta Geral e pela Câmara de Angra. As dificuldades na implantação da rede escolar levaram a que o analfabetismo rondasse os 70% no início da década de 1950, situação que só melhorou ao longo dos últimos trinta anos.
Em 1949 foi calcetada a estrada entre Angra e a Cruz das Cinco, até ali de simples macadame. A calçada, em paralelepípedos de basalto, seria mantida até 2004, ano em que foi feita a correção do traçado da estrada e colocado um tapete asfáltico.
Outro grande melhoramento do século XX foi a construção do Bairro dos Pescadores. A decisão de construir 44 casas em S. Mateus foi tomada em 1950 pela Junta Central das Casas dos Pescadores, o organismo corporativo do Estado Novo para as pescas, para fazer face às difícil situação habitacional que se vivia na freguesia, onde boa parte das famílias de pescadores viviam em casebres improvisados. O Bairro, situado no Bravio, foi inaugurado a 2 de Maio de 1955 com a presença de Henrique Tenreiro, o presidente da Junta Central. Constituído por pequenas habitações de tipologia T2 em banda, era em absoluto inadequado para as grandes famílias dos pescadores, mas serviu até 2004, ano em que boa parte das casas foram demolidas.

## Coletividades
Esta freguesia dispõem de algumas coletividades, como é o caso da Casa do Povo de São Mateus da Calheta que se constitui como importante ponto de dinamização no âmbito social e cultural. É na dependência desta casa do povo que funciona a filarmónica do freguesia, fundada no dia 21 de Setembro de 1994 e que é constituída por cerca de 30 músicos de ambos os sexos, sendo que muitos destes músicos foram formados na escola de música local.
Do ponto de vista desportivo, ao longo dos tempos, foram vários os grupos desportivos que se formaram nesta freguesia. De entre eles destacam-se: o Estrela Vermelha e os Lobos do Mar. Em atividade existo o Atlético Futebol Clube, o Porto Futebol Clube e o Grupo Desportivo Salão. Os Marítimos do São Mateus Sport Club, que foi fundado no dia 19 de Maio de 1983.

## Tourada à corda
Como nas outras freguesias da ilha Terceira nesta também são feitas as muito tradicionais touradas à corda. São feitas anualmente e por alturas do Verão, chegando-se a realizar mais de 17 touradas só durante o Verão. De entre as touradas são eventualmente mais conhecidas as touradas dos Bodos do Espírito Santo realizadas no "Terreiro" e no "Cantinho" e pela sua peculiaridade a tourada do porto.

## Pesca artesanal
São Mateus da Calheta é a maior freguesia piscatória da ilha Terceira e uma das maiores dos Açores. Nesta freguesia cerca de 15% da população se dedica à Pesca. É nesta localidade que se encontra o maior porto de pesca artesanal da ilha terceira um dos maiores dos Açores.
A pesca tem sido ao longo de muitas décadas um dos maiores pólos de desenvolvimento económico da localidade, contribuindo fortemente para a riqueza da ilha. Desta freguesia e do seu porto sai quase todo o peixe que abastece os mercados da Ilha Terceira.
Nos fins do século XX existiam nesta freguesia cerca de 200 pescadores, cuja atividade empregava cerca do 1000 pessoas, principalmente familiares dos mesmos. Estes ocupavam-se na arte da pesca desde a apanha ao  tratamento do pescado e também em terra na preparação dos aparelhos e apetrechos destinados à apanha do mesmo e também a nível de venda e transação do respetivo peixe. Grande parte do peixe capturado é exportado para o continente português, comunidades portuguesas residentes nos Estados Unidos e no Canadá, além de vários países da Europa continental.

## Agricultura
Ligado a atividade da agricultura encontra-se cerca de 6% da população da freguesia que tem ao seu cuidado uma área do reserva agrícola considerável, formada por boa terra arável. Os lavradores da freguesia não só se dedicam à criação de gado bovino destinado a produção de leite e carne, como a criação de caprinos e outros animais de menor importância.

## Caça à baleia
A caça à baleia foi uma atividade muito frequente nesta freguesia que se manteve até a um passado não muito distante, ainda se caçava à baleia na década de 1970. Aqui existiu uma armação baleeira, que foi tida como uma das mais importante dos Açores. Encontra-se intimamente ligada a uma fábrica do tratamento de produtos derivados da respetiva caça a baleia e que era composta por campanhas de baleeiros.
Cada canoa baleeira formava uma campanha de 7 homens, distribuídos da seguinte forma: 6 eram remadores e apenas um era oficial. Ao remador do remo da proa cabia no entanto o importe cargo do arpoador e trancador da baleia.
A função do oficial era governar a embarcação por meio da esparrela, um remo especialmente adaptado para dar rumo à canoa.
Ao ser dado pelas vigias ao longo da costa a informação de "Baleia à Vista" e depois de determinado o ponto em que a mesma fora avistada, o centro baleeiro imediatamente atiravam um foguete composto por 3 bombas, que tinham por função dar sinal às famílias dos homens das campanhas. Estas famílias acorriam ao centro com roupas, alimentos, água e vinho, mantimentos para os pescadores.
Em tempo mais modernos as canos eram rebocadas por lanchas a motor até próximo do ponto onde se encontravam as baleias, não se podiam aproximar muito pois o barulho das máquinas assustavam os cetáceos.
A partir deste ponto eram os homens dos remos que labutavam a procurar a melhor posição da embarcação para o arpoador fazer o arpoamento da baleia. Quanto a embarcação está em posição o remador da proa pega no arpão e lança-o contra as costas da baleia.
Depois da baleia apanhada e rebocada para terra começava o desmanchar da mesma. A gordura subcutânea da baleia era transformada num óleo muito valioso enquanto a carne e os resíduos eram transformados em adubo.
Alguns dos utensílios usados nesta atividade encontram-se na Zona Balnear do Negrito, e alguns dos botes baleeiros encontram-se guardadas e outras em exposição na Casa dos Botes Baleeiros no Porto de Pesca, recuperadas pela Junta de Freguesia com a colaboração financeira do Governo Regional dos Açores.

## Património

### Património natural
- Zona Balnear do Negrito.

### Património edificado
- Forte Grande de São Mateus da Calheta,
- Forte do Negrito,
- Forte do Terreiro,
- Forte da Maré,
- Forte da Má Ferramenta,
- Forte de São João ou do Biscoitinho,
- Igreja Velha de São Mateus da Calheta,
- Império do Espírito Santo do Cantinho,
- Império do Espírito Santo de São Mateus da Calheta,
- Estação baleeira do Negrito,
- Igreja de São Mateus da Calheta,
- Ermida de Nossa Senhora da Luz,
- Capela de Nossa Senhora de Lurdes (Palacete do Concelheiro Luís Merens de Távora),
- Solar Merens de Távora,
- Pousada da Juventude da Terceira,
- Ermida de São Francisco das Almas,
- Ermida de São Vicente,
- Ermida de São Diogo,
- Ermida de São João Baptista,
- Ermida de Santo António dos Milagres,
- Ermida de Nossa Senhora das Mercês,
- Ermida de São Tomás da Vila Nova,
- Ermida do Nossa Senhora da Candelária

Tem ainda dois impérios do Espírito Santo, ambos do século XIX. Na zona balnear do Negrito esteve instalada uma estação baleeira, descrita pelo príncipe Alberto I do Mónaco nos anos finais do século XIX. Nesta freguesia localiza-se também a Pousada da Juventude da Terceira, mesmo junto ao forte e zona balnear do Negrito. Deve visitar-se a Igreja Paroquial e Ermida de Nossa Senhora da Luz.